# Bernadette Ntumba
Bernadette Ntumba é ativista dos direitos humanos na República Democrática do Congo (RDC) desde 1999. As transgressões aos direitos humanos são generalizadas e incluem massacres, recrutamento de crianças-soldado e violência de género. A violência sexual é usada como arma de guerra. 
Bernadette é coordenadora da Association des Mamans Chrétiennes pour l’Assistance aux Vulnérables, AMCAV (Associação de Mães Cristãs para a Assistência aos Vulneráveis), que ajuda pessoas desfavorecidas e mulheres e meninas sobreviventes de violência sexual. Bernadette já foi alvo de ameaças de senhores da guerra e de outros que tentam dissuadi-la de desenvolver o seu trabalho na área dos direitos humanos. 

## Prémios e homenagens
Bernadette Ntumba foi homenageada pela Suécia, na exposição itinerante "Mundo Igualitário do ponto de vista do género - um tributo a quem luta pelos Direitos das Mulheres", constituída por quinze retratos de autoria da fotógrafa sueca Anette Brolenius, de personalidades que se distinguiram pela luta da Igualdade de Género e Direitos das Mulheres. Esta exposição esteve pela primeira vez em Portugal, abrindo ao público no dia 2 de março de 2020, no concelho do Funchal, na Região Autónoma da Madeira.